# سفندر ثمري
السفندر الثمري نوع نباتي ينتمي إلى جنس السفندر من الفصيلة الهليونية.

## الوصف النباتي
تنتج ثماره على الأوراق.